# Международная социалистическая группа (Великобритания)
Международная социалистическая группа, МСГ (англ. International Socialist Group) — троцкистская организация в Великобритании, секция Четвертого интернационала. ИСГ была создана в 1988 году в результате объединения двух троцкистских организаций — Международной группы (МГ) и Социалистической группы (СГ).

## История
В 1985 году частью членов Социалистической лиги (СЛ) была основана Марксистская группа. Острые разногласия в Социалистической лиге начались в период британской забастовки шахтеров 1984—1985 годов. Изначально Четвёртый интернационал признал МГ в качестве своих индивидуальных членов, а Социалистическую лигу в качестве британской секции. В дальнейшем в МГ, а затем и в МСГ, приходили многие бывшие члены СЛ, включая многолетнее руководство Международной марксистской группы в 1985 году.
Социалистическая группа образовалась в 1974 году после откола от Социалистической трудовой лиги Джерри Хили.
Две группы объединились с задачей восстановления Британской секции Четвёртого интернационала после развала Социалистической лиги. В 1991 году МСГ была признана в качестве симпатизирующей организации Интернационала. МСГ активно поддерживала левых в Лейбористской партии, занимавшихся изданием выходящего раз в две недели журнала «Labour Left Briefing», а также широкое Социалистическое движение в городе Честерфилд. В МСГ в конце 1980-х — 1990-е годы влилось несколько небольших ультралевых организаций и групп активистов: в 1989 году — Социалистическая трудовая группа (СТГ, Socialist Labour Group), отколовшаяся в 1971 году от хилистской СТЛ; в 1990 году — группа членов Социалистической лиги — «Tendency Y»; в 1992 году — несколько молодых членов Альянса за рабочую свободу. В 1995 году МСГ была признана в качестве полноправной британской секции.
Разногласия и кризис в среде левых лейбористов в период второй половины 1980-х — первой половины 1990-х годов сказался и на МСГ. Несколько бывших членов СТГ покинули в 1991 году МСГ и создали Британский комитет Европейского рабочего альянса (British Committee of the European Workers' Alliance) — организацию, поддерживающую контакты с ламбертистским Четвертым интернационалом. Несколько членов Международной троцкистской оппозиции (фракции, существовавшей в то время в Четвертом интернационале) покинули организацию после мирового конгресса 1995 года.

## Организация
Высшим органом МСГ является национальная конференция, делегаты которой избирают Центральный комитет и Контрольную комиссию. Между встречами ЦК текущую организационную и политическую работу ведут Политический комитет и несколько комиссий. Некоторые члены ЦК МСГ являются также членами Международного комитета Четвёртого интернационала — в частности, Алан Торнетт.

## Деятельность
Организация принимает участие в женском, экологическом и ЛГБТ движении. МСГ выступает за сотрудничество с другими левыми группами в рамках тактики единого фронта и за реструктуризацию левого движения. Группа поддерживает отношения с организацией «Рабочая помощь для Боснии» («Workers' Aid for Bosnia»), созданной в Британии в 1993 году, и объединяющей левых и профсоюзных активистов и боснийских беженцев. Поддерживает Шотландскую социалистическую партию, избирательный Социалистический альянс, Международное социалистическое движение, Коалицию «Респект». Участвует в компаниях «Руки прочь от Венесуэлы» и против климатических изменений, а также принимает активное участие в движении Всемирных социальных форумов.
Группа издает ежеквартальный журнал «Socialist Outlook». Кроме того совместно с Сетью социалистической солидарности (Socialist Solidarity Network) c 2003 года издает ежемесячную газету «Socialist Resistance».